# 喜宁
喜宁（？—1450年），明朝宦官，蒙古族人。

## 生平
正統十四年（1449年），他隨明英宗出征瓦剌，土木之變兵敗被俘。他歸降也先，告訴內地的虛實，自薦為嚮導。獻計從寧夏進兵，奪取陝西苑馬寺的馬匹，直驅江南，在南京安置明英宗，讓他和明代宗對抗。多次陷害英宗身旁的袁彬、哈銘。景泰元年（1450年），也先許可，奉明英宗的命令到北京傳話。明英宗和袁彬秘密派遣軍士高磐相隨。在宣府，高磐和明朝參將楊俊一起擒拿喜寧，送到北京誅殺。